# Dia dos Avós

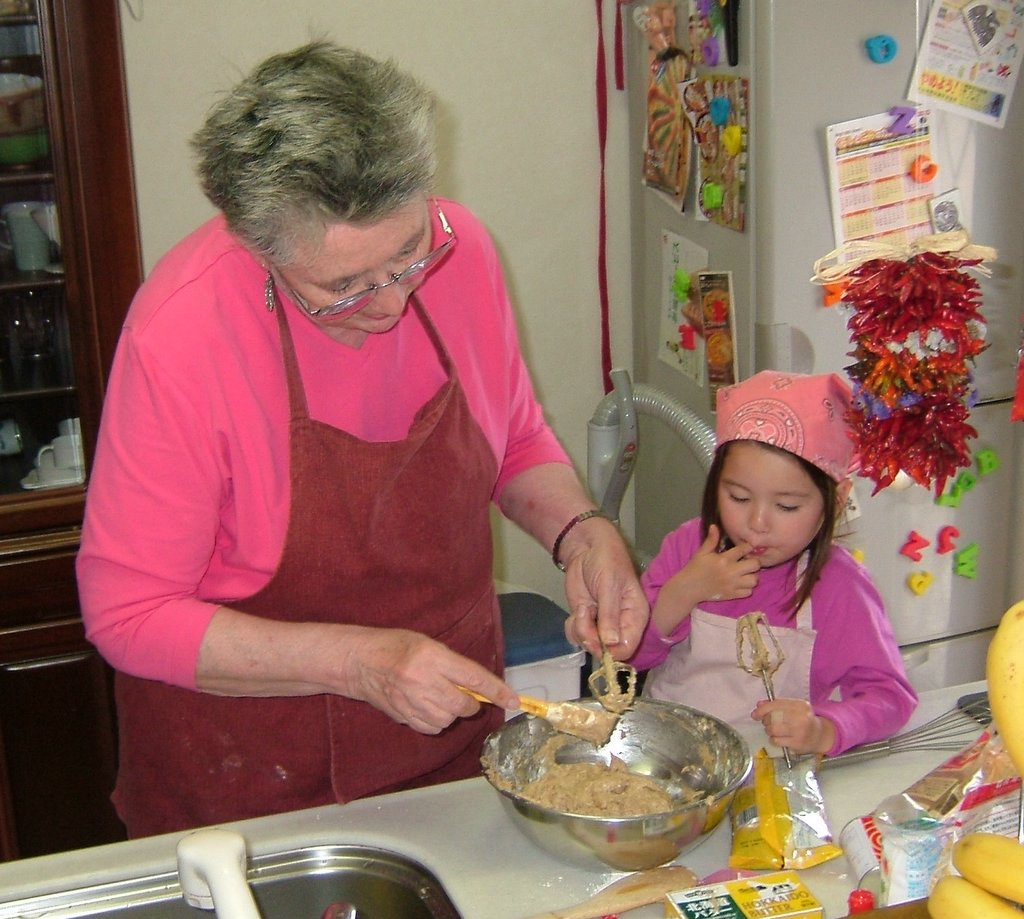
Uma avó e sua neta preparando biscoitos.

No Brasil, o Dia dos Avós é comemorado a 26 de julho, tendo sido esta data escolhida por referência à comemoração do dia de Santa Ana e São Joaquim, que, segundo a tradição da igreja católica e evangelhos apócrifos[carece de fontes?] seriam pais de Maria e portanto avós de Jesus Cristo. Embora, nos evangelhos oficiais,  que compõem originalmente a Bíblia, a genealogia de Maria não seja descrita.
De notar que a celebração brasileira é tida como tendo origem em Portugal, mas esta data não é observada na esfera portuguesa. A data escolhida por uma senhora portuguesa chamada Ana Elisa Couto (1926-2007), conhecida como Dona Aninhas, que reivindicou a instituição de uma data que valorizasse a figura dos avós.